# Ignace Van Belle
Ignace Van Belle (Lochristi, 1 december 1932 – Knokke-Heist, 17 augustus 2024) was een Belgisch volksvertegenwoordiger en senator voor de Open VLD.

## Levensloop
Van Belle werd doctor in de rechten en licentiaat in het notariaat aan de Rijksuniversiteit Gent. Hij werd beroepshalve advocaat en was van 1963 tot 1996 notaris in Zomergem. Hij werd er opgevolgd door zijn zoon, Thibault Van Belle. Het notariaat kwam in 1913 in handen van dezelfde familie: eerst van Raymond Coucke, dan van Joseph Buysse (de schoonzoon van Coucke), vervolgens van Ignace Van Belle zelf (de schoonzoon van Buysse). Daarnaast was hij vanaf 1968 plaatsvervangend vrederechter voor het kanton Zomergem.
Van Belle kwam - als oprichter van de plaatselijke PVV-afdeling - in de gemeenteraad van Zomergem per 1 januari 1977, op het moment dat de fusie der gemeenten in België een feit werd. Onder het bestuur van de burgemeesters Raphaël De Smet en Luc Lampaert zetelde hij op de oppositiebanken. Na de verkiezingen van 2000 werd hij schepen van Milieu en Ruimtelijke Ordening onder burgemeester Jo De Coninck. De gemeenteraadsverkiezingen van 2006 werden het vrijwillige einde van zijn politieke loopbaan.
Ook was hij actief in de nationale politiek voor de PVV en daarna de VLD. Van 1978 tot 1985 en van 1995 tot 1999 zetelde Van Belle voor het kiesarrondissement Gent-Eeklo in de Kamer van volksvertegenwoordigers en van 1985 tot 1995 zetelde hij als provinciaal senator voor Oost-Vlaanderen in de Senaat. In de periode januari 1979-oktober 1980 zetelde hij als gevolg van het toen bestaande dubbelmandaat ook in de Cultuurraad voor de Nederlandse Cultuurgemeenschap, die op 7 december 1971 werd geïnstalleerd. Vanaf 21 oktober 1980 tot oktober 1985 was hij lid van de Vlaamse Raad, de opvolger van de Cultuurraad en de voorloper van het huidige Vlaams Parlement.